# Godzilla (album)
Godzilla è il quarto album in studio del duo musicale australiano The Veronicas, pubblicato il 28 maggio 2021 dalla Sony Music Australia.
Si tratta del primo progetto discografico pubblicato dopo sette anni dal precedente album in studio eponimo (2014).

## Antefatti
La pianificazione del quarto album in studio del duo iniziò nel 2016 con la pubblicazione del singolo In My Blood, che diventò il loro terzo singolo australiano alla numero uno. Il mese successivo, in un'intervista per Entertainment Weekly, le due sorelle confermarono di aver lavorato con Cathy Dennis, Jim Eliot e Ollipop per la realizzazione del disco, che sarebbe dovuto uscire a novembre 2016, ma che difatti non si concretizzò.
I singoli successivi, On Your Side e The Only High, uscirono rispettivamente nel 2016 e nel 2017. Ancora una volta, l'album sarebbe dovuto uscire a giugno 2017, ma nel novembre dello stesso anno fu arrestata la pubblicazione di nuovo materiale musicale fino al 2018.
Il singolo Think of Me, pubblicato nel marzo 2019, era previsto come primo singolo dell'album; tuttavia, nel 2019 non fu pubblicata altra musica, ad eccezione del singolo Ugly utilizzato per la promozione del reality show di MTV Australia The Veronicas: Blood Is for Life, andato in onda alla fine del 2019.
Human fu originariamente annunciato come quarto album in studio del duo dopo la pubblicazione di Biting My Tongue, ma il 26 marzo 2021 uscì il singolo Godzilla, che diede il titolo al disco omonimo annunciato per il 28 maggio. Quattro settimane dopo uscì anche Human, quinto progetto discografico del duo.
Quattro dei singoli usciti dal 2016 sono stati inclusi in Godzilla, mentre i restanti fanno parte di Human.

## Tracce
1. Godzilla – 3:25 (Jessica Origliasso, Lisa Origliasso, Toby Gad)
2. Kaleidoscope – 3:41 (Jessica Origliasso, Lisa Origliasso, Toby Gad)
3. In My Blood – 3:20 (Jessica Origliasso, Lisa Origliasso, David Musumeci, Anthony Egizii)
4. In It to Win It – 2:12 (Jessica Origliasso, Lisa Origliasso, Toby Gad)
5. High Score – 3:12 (Jessica Origliasso, Lisa Origliasso, Evan Bogart, Justin Gray)
6. Stealing Cars – 3:43 (Jessica Origliasso, Lisa Origliasso, Jim Eliot, Wayne Hector)
7. Supernatural Girl – 2:59 (Jessica Origliasso, Lisa Origliasso, Bram Inscore)
8. 101 – 3:49 (Jessica Origliasso, Lisa Origliasso, Wes Jones, Mat Sherman)
9. Catch Fire – 3:48 (Jessica Origliasso, Lisa Origliasso, Daniel Heath)
10. Silent (feat. Travis Barker) – 2:46 (Jessica Origliasso, Lisa Origliasso, John Feldmann, Trevis Barker)
11. The Only High – 3:18 (Jessica Origliasso, Lisa Origliasso, Shelly Peiken, Seann Bowe)
12. Sugar Daddy – 4:03 (Jessica Origliasso, Lisa Origliasso, Wes Jones, Mat Sherman)

## Classifiche
| Classifica (2021) | Posizione massima |
| ----------------- | ----------------- |
| Australia         | 7                 |